# DiVE to GiG - K - AiM
「DiVE to GiG - K - AiM」（ダイブ・トゥー・ギグ・ケイ・エイム）は、喜多村英梨の楽曲。
喜多村の13枚目のシングルとして2017年7月26日にトムス・ミュージックから発売された。喜多村のシングルとしては前作『凛麗』から3か年ぶり、トムス・ミュージックへ移籍後初のリリースとなる。

## 収録内容
CD
全作詞：喜多村英梨
1. DiVE to GiG - K - AiM
作曲：Cue-Q
2. メルト〜やみかわいい〜
作曲：小川耕平
3. +×+×+荊棘+×+×+（通常盤のみ）
作曲：永井正道

DVD（初回限定盤のみ）
1. DiVE to GiG - K - AiM MV
2. メイキング